# Liste der Stolpersteine in Merseburg
Die Liste der Stolpersteine in Merseburg enthält alle Stolpersteine, die im Rahmen des gleichnamigen Kunst-Projekts von Gunter Demnig in Merseburg verlegt wurden. Mit ihnen soll Opfern des Nationalsozialismus gedacht werden, die in Merseburg lebten und wirkten. Zwischen 2008 und 2021 wurden insgesamt acht Steine und eine Stolperschwelle an neun Adressen verlegt.

## Verlegungen
- 15. Mai 2008: drei Steine an drei Adressen
- 9. September 2009: ein Stein an einer Adresse
- 17. Oktober 2011: drei Steine an drei Adressen
- 9. September 2014: eine Stolperschwelle an einer Adresse
- 12. April 2021: ein Stein an einer Adresse

## Liste der Stolpersteine
| Adresse                 | Datum der Verlegung | Person | Inschrift | Bild                                                               | Bild des Hauses                                                         |
| ----------------------- | ------------------- | --- | --- | ------------------------------------------------------------------ | ----------------------------------------------------------------------- |
| Breite Straße 22 ·      | 17. Okt. 2011       | Carl Hermann Volkmer (1902–1942) Carl Volkmer stammte aus Sallgast und arbeitete als Bauschlosser. Er schloss sich dem Widerstand gegen den Nationalsozialismus an und wurde 1940 verhaftet. 1941 wurde er ins KZ Groß-Rosen deportiert, wo er am 13. November 1942 zu Tode kam. | | Carl Hermann Volkmer                                               |                                                                         |
| Christianenstraße 23 ·  | 9. Sep. 2014        | Stolperschwelle zum Gedenken an Opfer der „Euthanasie“ / Aktion T4 Mindestens zwölf Menschen aus Merseburg und Umgebung fanden zwischen 1940 und 1945 im Rahmen des NS-Euthanasieprogramms (Aktion T4) den Tod. Die Zahl der zwangssterilisierten Personen ist unbekannt. | AUCH IN MERSEBURG Verbrechen an kranken und behinderten Menschen zwangssterilisiert, medizinisch missbraucht, verhungert, ermordet 1940–1945                                  | Stolperschwelle zum Gedenken an Opfer der „Euthanasie“ / Aktion T4 | Merseburg, Christianenstraße_Zollinger-Haus (ehemaliges Gesundheitsamt) |
| Dammstraße 15 ·         | 15. Mai 2008        | Albert Seemann (1873–1944) Albert Seemann wurde in Niedersachswerfen geboren und lebte zwischen 1900 und 1918 in England. Am 23. April 1918 ließ er sich in Merseburg nieder und arbeitete zunächst als Maschinist in den Leuna-Werken. Ab 1927 war er als Kaufmann tätig. 1940 ging er in den Ruhestand. Nachdem er durch die Gestapo gefoltert worden war, nahm er sich am 2. März 1944 selbst das Leben. | Hier wohnte ALBERT SEEMANN Jg. 1873 gedemütigt/entrechtet Flucht in den Tod 1944                                                                                              | Albert Seemann                                                     | abgerissen                                                              |
| Entenplan ·             | 15. Mai 2008        | Josef Goldstein (1899–?) Josef Goldstein stammte aus Stolp. Er war verheiratet mit Käthe geb. Neustadt und hatte mit ihr eine Tochter namens Renate. Goldstein betrieb in Merseburg das „Kaufhaus Merkur“. Nach seiner ersten Verschleppung durch die Nationalsozialisten floh er am 23. August 1939 nach England. Dort wurde er im Internierungslager Richborough interniert und zurück nach Deutschland geschickt. Er landete in Frankfurt am Main, von wo aus er am 11. Juni 1942 ins Vernichtungslager Sobibor deportiert wurde. Sein weiteres Schicksal ist unbekannt. | Hier wohnte JOSEF GOLDSTEIN Jg. 1899 deportiert 1942 Richtung Osten ? | Josef Goldstein                                                    | Entenplan                                                               |
| Unter den Eichen ·      | 17. Okt. 2011       | Leonhard Blaßneck (1902–1942) Leonhard Blaßneck stammte aus Haundorf und arbeitete als Brauer. Am 6. April 1940 wurde er als politischer Häftling ins KZ Flossenbürg eingeliefert, wo er am 1. Februar 1942 starb. | Hier wohnte LEONHARD BLASSNECK Jg. 1902 im Widerstand verhaftet 1942 Flossenbürg ermordet 1.2.1942                                                                            | Leonhard Blaßneck                                                  |                                                                         |
| Haackestraße 2 ·        | 15. Mai 2008        | Adolf Reiser (1866–1945) Der aus Petersdorf stammende Adolf Reiser galt nach den Nürnberger Gesetzen als jüdischer Mischling. Am 17. November 1944 wurde er ins KZ Buchenwald deportiert, wo er am 3. Januar 1945 starb. | Hier wohnte ADOLF REISER Jg. 1866 verhaftet 1944 Buchenwald ermordet 1945 | Adolf Reiser                                                       | Haackestraße 2                                                          |
| Herweghstraße 17 ·      | 17. Okt. 2011       | Walter Karl Waßermeyer (1901–1942) Walter Waßermeyer war gebürtiger Merseburger. Er arbeitete in seiner Heimatstadt als Friseurmeister. Aufgrund seiner Gegnerschaft zum Nationalsozialismus wurde er 1941 im KZ Buchenwald interniert. Dort starb er am 14. Juni 1942. | Hier wohnte WALTER KARL WASSERMEYER Jg. 1901 im Widerstand verhaftet 1941 Buchenwald ermordet 14.6.1942                                                                       | Walter Karl Waßermeyer                                             |                                                                         |
| Lauchstädter Straße 2 · | 12. Apr. 2021       | Dr. Margarete Bothe (1914–1945) ein weiterer Stolperstein für Margarete Bothe liegt vor dem Haus Heinrich-Budde-Straße 27 in Leipzig | Hier wohnte DR. MARGARETE BOTHE Jg. 1914 im Widerstand verhaftet 1.12.1944 'Rundfunkverbrechen' Gefängnis Leipzig Sondergericht Freispruch ermordet von der Gestapo 12.4.1945 | Stolperstein für Dr. Margarete Bothe                               |                                                                         |
| Neumarkt 72 ·           | 9. Sep. 2009        | Henriette Pakulla geb. Marcus (1878–1942) Henriette Marcus wurde in Filehne geboren. Sie war verheiratet mit Marcus Pakulla und hatte mit ihm zwei Kinder. Die Familie wohnte in Merseburg, wo Marcus Pakulla 1927 starb. Nach dem Tod ihres Mannes wechselte Henriette Pakulla innerhalb Merseburgs zwei Mal ihre Wohnung. Am 31. Oktober 1939 wurde ihr mitgeteilt, sie müsse nach Halle (Saale) umziehen. Dort lebte sie ab 1940 zunächst in verschiedenen „Judenhäusern“ und kam am 1. Dezember 1941 schließlich in ein vermeintliches Altersheim in der Boelckestraße 24 (heute Dessauer Straße). Am 1. Juni 1942 wurde sie deportiert und zwei Tage später im Vernichtungslager Sobibor ermordet. | Hier wohnte HENRIETTE PAKULLA geb. Markus Jg. 1878 deportiert 1942 Sobibor ermordet 3.6.1942                                                                                  | Henriette Pakulla                                                  |                                                                         |